# Balkspiraalstelsel

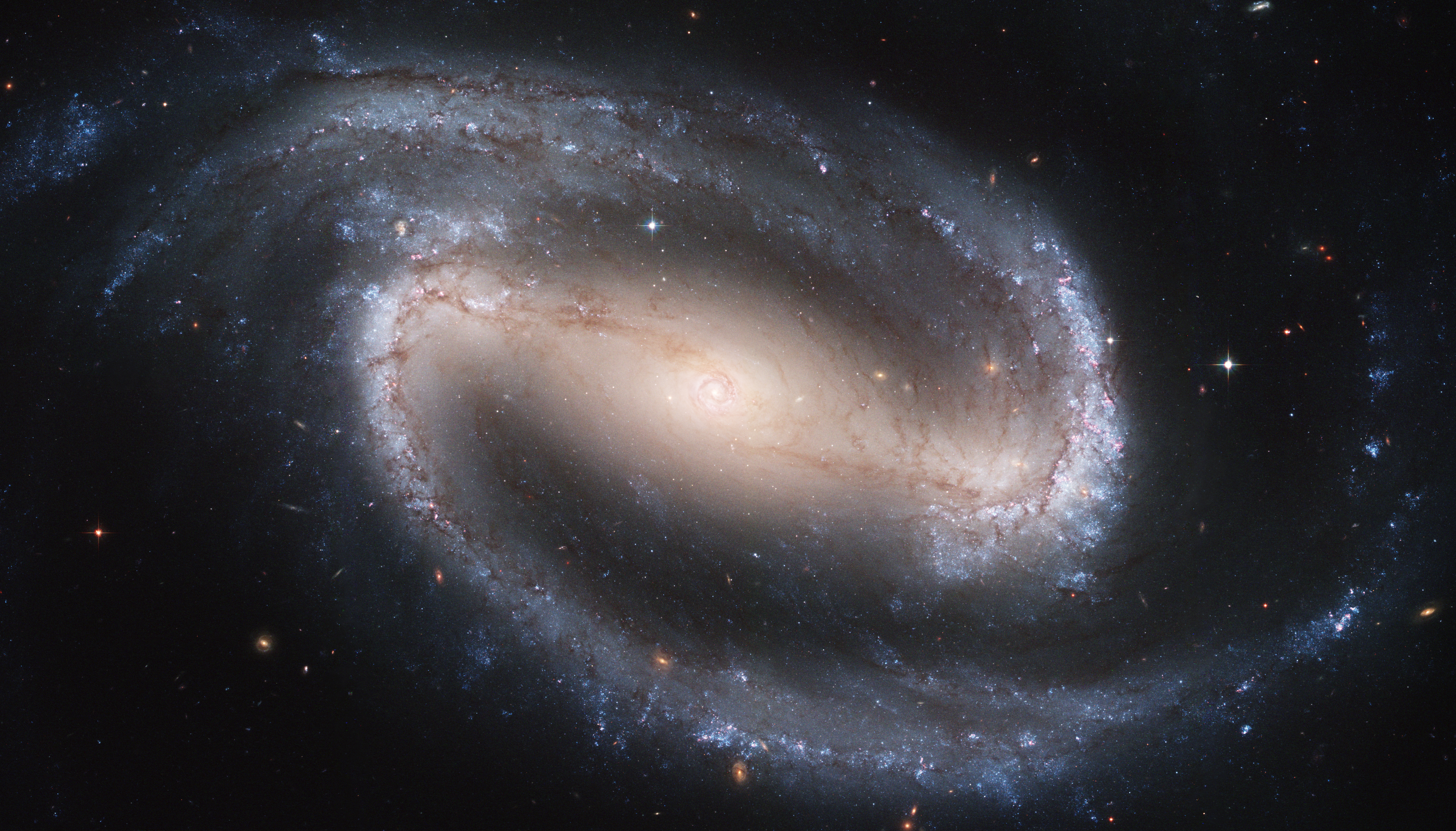
NGC 1300, een balkspiraalstelsel van het type SBbc

De Hubble-classificatie van sterrenstelsels

Een balkspiraalstelsel is een sterrenstelsel dat net als spiraalstelsels spiraalarmen bezit, maar waarbij deze niet van het centrum lijken te komen, maar vanuit een "balk" die door het centrum gaat. Edwin Hubble onderscheidde ze in type SBa, SBb en SBc. Later werd er nog een vierde type, SBm, toegevoegd, voor sterrenstelsels die voorheen als onregelmatig sterrenstelsel werden gezien, maar balkspiraalstructuren bevatten, zoals de Magelhaense wolken. De Melkweg is waarschijnlijk een balkspiraal.
Hoe balkspiraalstelsels precies ontstaan, is niet geheel duidelijk. Wellicht is de balk een tijdelijke structuur, die het gevolg is van een instabiliteit in het centrum van het stelsel. De lengte van de balk hangt dan af van de massa in het centrum: hoe meer massa, hoe korter de balk.